# Блуп-Блуп (вулкан)
Блуп-Блуп — вулкан, расположен на одноименном острове, входящего в состав провинции Восточный Сепик, в Папуа — Новая Гвинея.
Блуп-Блуп — стратовулкан, высотой 402 метра. Находится в 30 километрах к северу от побережья Новой Гвинеи. Вулкан сложен андезитами и дацитами. Диаметр кратера составляет 800 метров. На западной оконечности вулкана имеет тепловой район. Верхний слой почв покрыт застывшими лавами. Склоны вулкана покрыты лесом. В разное время сообщалось об активности вулкана, но все эти сообщения являлись ошибочными. В настоящее врем вулкан спокоен и вулканической активности не проявляет.